# Crypsicerus glabra
Crypsicerus glabra is een rechtvleugelig insect uit de familie Lathiceridae. De wetenschappelijke naam van deze soort is voor het eerst geldig gepubliceerd in 1932 door Miller.